# 黑帶黃鱗魨
黑帶黃鱗魨（学名：Xanthichthys caeruleolineatus），又名黑帶砲彈、黑帶板機魨，为輻鰭魚綱魨形目鱗魨亞目鱗魨科黃鱗魨屬下的一个种，為熱帶海水魚，分布於印度西太平洋區，從印尼至土阿莫土群島，北至琉球群島海域，棲息深度15-200公尺，本魚體長橢圓形且側扁，體背側黃褐色，腹側銀白色，尾鰭新月型，上下葉橘紅色，背鰭硬棘3枚、背鰭軟條26-28枚、臀鰭軟條23-25枚，體長可達35公分，棲息在較深的礁石區，生活習性不明，可作為食用魚。